# グリゴリス・ランブラキス
グリゴリス・ランブラキス（希: Γρηγόρης Λαμπράκης、英: Grigoris Lambrakis、1912年4月3日 - 1963年5月27日）は、ギリシャの政治家、医師、陸上競技選手。民主左翼同盟党首、アテネ大学医学部教授。1963年、右翼によって暗殺された。

## 生涯
アルカディア県テゲアのケラシツァ地区生まれ。アテネ大学医学部卒業。
陸上競技選手としても活躍し、1936年から1959年まで走幅跳の記録を持ち、バルカン競技大会で何度も優勝している。
第二次世界大戦中のナチス・ドイツ占領下のギリシャ国時代はレジスタンス運動に参加。
彼は共産主義者ではなかったが、反戦・平和主義者としてベトナム反戦運動などに参加した。
1963年5月22日、テッサロニキで行なわれた反戦集会に来賓として出席した帰り道、ランブラキスは突如後ろから爆進してきたサイドカーに乗った男から棍棒で頭を殴打され負傷、5日後の5月27日、脳挫傷で死亡した。51歳。この事件は右翼による犯行であることが明らかとなっている。
暗殺される約一か月前、マラトンからアテネまでの平和のための大行進が当局によって事前に禁止されると、彼はたった1人で行進した。その様子を撮影した写真は有名である。
彼の死後、ジャーナリスト・学者・芸術家・労働者・学生たちによってその遺志を引き継ぐ組織“ランブラキス・ユース”が結成され、代表には作曲家のミキス・テオドラキスが選ばれた。
ヴァシリス・ヴァシリコスによる1966年の小説『Z』、及びそれを原作とした1969年のコスタ＝ガヴラス監督の映画『Z』ではこの暗殺事件がモデルとされた。
1974年の軍事政権崩壊後、 ギリシャ各地の通りや番地、サッカースタジアムが彼の名を冠した名前に改められたほか、アテネ・クラシック・マラソンも彼を記念したマラソン大会となっている。